# Германский восточный рубль
Восточный рубль (острубль, ост-рубль) (нем. Rubel) — название валюты, выпускавшейся Германской империей в период Первой мировой войны для использования на оккупированных территориях Российской Империи (с 1918 — на северо-западных оккупированных территориях; в УНР не обращался). Острубль = 100 копеек. Эмиссия производилась Восточным банком торговли и промышленности, находившимся в Позене (ныне Познань). Первоначально восточный рубль приравнивался к российскому рублю.
Выпущен в обращение в начале 1916 года. С начала 1918 года, после подписания Брестского мира, находился в обороте в некоторых местах вместе с немецкой восточной маркой (остмаркой), причём 1 остмарка равнялась 2 острублям.
Граница обращения ост-рубля расширялась на восток по мере продвижения германских войск. Был в обращении на территориях нынешней Польши (только территории Польши, входившие в состав Российской Империи, причём не все, а восточные), Западной Украины (кроме территорий, входивших в состав Австро-Венгрии), Западной Белоруссии, всей Курляндии, Латвии (центральной — до 1919, западной — до 1920); в Литве обращался до 1922 года, когда был заменен литовским литом.

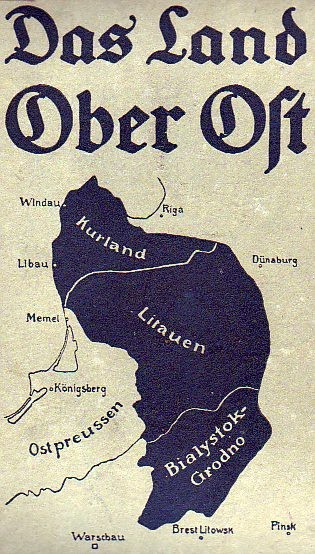
Территория ост-зоны в первой половине 1917 (до оккупации Риги, Двинска и Брестского мира)

## Номиналы
Существовали следующие номиналы:
- 1, 2, 3 копейки — железные монеты,
- 20 копеек;
- 50 копеек;
- 1 рубль;
- 3 рубля;
- 10 рублей;
- 25 рублей;
- 100 рублей.

На лицевой стороне банкнот находится предупреждение на немецком языке об ответственности за подделку. На оборотной стороне расположены переводы этого предупреждения на латышский, литовский и польский языки.
Также имели хождение железные монеты достоинством 1, 2 и 3 копейки, чеканившиеся в 1916 году монетными дворами Берлина и Гамбурга.

### Банкноты
| Изображение     | Изображение       | Номинал    | Размеры (мм) |
| Лицевая сторона | Оборотная сторона | Номинал    | Размеры (мм) |
| --------------- | ----------------- | ---------- | ------------ |
|                 |                   | 20 копеек  | 110×70       |
|                 |                   | 50 копеек  | 124×81       |
|                 |                   | 1 рубль    | 129×85       |
|                 |                   | 3 рубля    | 145×90       |
|                 |                   | 10 рублей  | 158×100      |
|                 |                   | 25 рублей  | 175×110      |
|                 |                   | 100 рублей | 171×108      |

### Монеты
| Изображение | Номинал   | Диаметр | Масса | Аверс                                                                                     | Реверс                              | Тираж      | Материал | Годы выпуска |
| ----------- | --------- | ------- | ----- | ----------------------------------------------------------------------------------------- | ----------------------------------- | ---------- | -------- | ------------ |
|             | 1 копейка | 21,5 мм | 2,8 г | Надпись «Gebiet des Oberbefehlshabers Ost» и указание монетного двора с дубовыми листьями | Номинал и год чеканки внутри креста | 11 942 046 | железо   | 1916         |
|             | 1 копейка | 21,5 мм | 2,8 г | Надпись «Gebiet des Oberbefehlshabers Ost» и указание монетного двора с дубовыми листьями | Номинал и год чеканки внутри креста | 7 682 000  | железо   | 1916         |
|             | 2 копейки | 24 мм   | 5,8 г | Надпись «Gebiet des Oberbefehlshabers Ost» и указание монетного двора с дубовыми листьями | Номинал и год чеканки внутри креста | 6 972 574  | железо   | 1916         |
|             | 2 копейки | 24 мм   | 5,8 г | Надпись «Gebiet des Oberbefehlshabers Ost» и указание монетного двора с дубовыми листьями | Номинал и год чеканки внутри креста | 8 017 000  | железо   | 1916         |
|             | 3 копейки | 28 мм   | 8,7 г | Надпись «Gebiet des Oberbefehlshabers Ost» и указание монетного двора с дубовыми листьями | Номинал и год чеканки внутри креста | 8 670 000  | железо   | 1916         |
|             | 3 копейки | 28 мм   | 8,7 г | Надпись «Gebiet des Oberbefehlshabers Ost» и указание монетного двора с дубовыми листьями | Номинал и год чеканки внутри креста | 7 903 000  | железо   | 1916         |